# Малорад
Ма́лорад (болг. Малорад) — село у Врачанській області Болгарії. Входить до складу общини Борован.

## Населення
За даними перепису населення 2011 року у селі проживали 1883 особи.
Національний склад населення села:
| Національність   | Кількість осіб | Відсоток |
| ---------------- | -------------- | -------- |
| болгари          | 1801           | 96,3%    |
| цигани           | 59             | 3,2%     |
| не визначились   | 7              | 0,4%     |
| Всього відповіли | 1871           |          |

Розподіл населення за віком у 2011 році:
Динаміка населення: